# نورد استریم
نورد استریم (به روسی: Северный поток Severny potok) مجموعه‌ای از خطوط لوله انتقال گاز طبیعی دریایی در اروپا است که با گذر از زیر دریای بالتیک گاز را از روسیه به آلمان می‌رساند و شامل دو خط لوله است که از ویبورگ در شمال غربی روسیه تا لوبمین در نزدیکی گرایفسوالد در شمال شرقی آلمان گسترانیده شده و جریان اصلی نورد استریم (که همچنین به عنوان نورد استریم ۱ نیز شناخته می‌شود؛ نام‌های قبلی: خط لوله انتقال گاز شمال و شمال اروپای شمالی) محسوب می‌گردد، دو خط لوله دیگر نیز از اوست-لوگا در شمال غربی روسیه آغاز شده و به لوبمین در آلمان می‌رسد که نورد استریم ۲ نام دارد. در لومبین نورد استریم ۱ به خط لوله OPAL در الوبرنهاو در شرق آلمان و در مرز چک به خط لوله NEL در رهدن واقع در شمال غربی آلمان میپیوندد.
نورد استریم ۱ متعلق به شرکت نوردستریم می‌باشد که سهامدار عمده آن شرکت دولتی روسی گازپروم است. نورد استریم ۲ متعلق به شرکت نورد استریم 2 AG است که تحت مالکیت کامل گازپروم قرار دارد.
اولین خط نورد استریم ۱ در می ۲۰۱۱ احداث گردید و در ۸ نوامبر ۲۰۱۱ افتتاح شد. خط دوم نورد استریم ۱ در سال ۲۰۱۱–۲۰۱۲ احداث شد و در ۸ اکتبر ۲۰۱۲ کار افتتاح آن به سرانجام رسید. با ۱٬۲۲۲ کیلومتر (۷۵۹ مایل) طول، نورد استریم ۱ طولانی‌ترین خط لوله زیردریایی جهان است و از خط لوله لانگلد نروژ-بریتانیا نیز پیشی گرفته‌است.
پایه‌گذاری نورد استریم ۲ در سال ۲۰۱۸–۲۰۲۱ انجام شد. خط اول نورد استریم ۲ در ژوئن ۲۰۲۱ تکمیل شد و خط دوم در سپتامبر ۲۰۲۱ تکمیل گردید.
نورد استریم ۱ دارای ظرفیت کل انتقال سالانه ۵۵ میلیارد متر مکعب (۱٫۹ بیلیون فوت مکعب) گاز بوده و انتظار می‌رفت ساخت نورد استریم ۲ این ظرفیت را دو برابر کند و در مجموع به ۱۱۰ میلیارد متر مکعب (۳٫۹ بیلیون فوت مکعب) برساند.
پروژه نورد استریم به دلیل نگرانی از افزایش نفوذ روسیه در اروپا و به دلیل کاهش غیر-مستقیم هزینه‌های ترانزیت از خط لوله‌های فعلی در مرکز و شرق اروپا، با مخالفت شدید ایالات متحده و اوکراین و همچنین سایر کشورهای اروپای مرکزی و شرقی روبرو شده‌است. اولاف شولز، صدراعظم آلمان، صدور گواهینامه نورد استریم ۲ را در ۲۲ فوریه ۲۰۲۲ به حالت تعلیق درآورد، علت این امر اقدام ولادیمیر پوتین؛ رهبری روسیه، در به رسمیت شناختن دو منطقه خودمختار دونتسک و لوهانسک واقع در خاک اوکراین بود.
نام «نورد استریم» گهگاه به یک شبکه خط لوله گسترده‌تر، از جمله خط لوله واقع در خشکی در خاک روسیه و اتصالات مجاورش در اروپای غربی اشاره دارد.

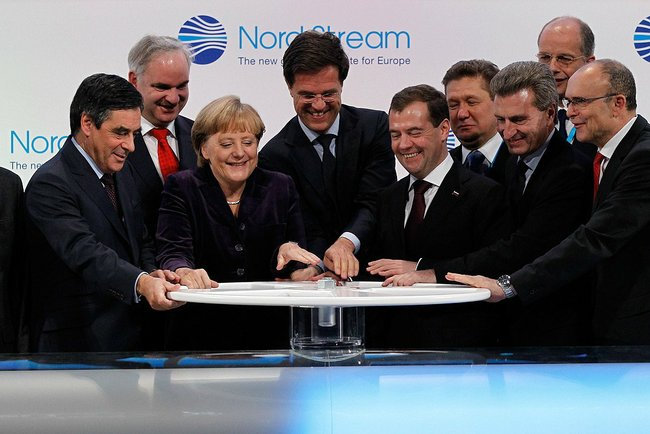
مراسم افتتاحیه نورد استریم در ۸ نوامبر ۲۰۱۱ با حضور آنگلا مرکل، دیمیتری مدودف، مارک روته و فرانسوا فیون